# Pianoconcert nr. 27 (Mozart)
Pianoconcert nr. 27 in Bes majeur, KV 595, is het laatste pianoconcert van Wolfgang Amadeus Mozart. Het manuscript is gedateerd op 5 januari 1791. Maar de analyse van Alan Tyson van het papier, waarop Mozart de compositie had geschreven, gaf aan dat het papier tussen december 1787 en februari 1789 was gebruikt. Daarnaast worden ook 1788 en 1790 als datum genoemd.

## Première
Het werk volgde de serie van zeer succesvolle pianoconcerten die Mozart schreef voor zijn eigen concerten. Op het moment van de première was Mozart niet langer een prominent uitvoerder meer voor het publiek. Het is een populaire veronderstelling dat dit pianoconcert voor het eerst werd uitgevoerd op 4 maart 1791 in Jahn's Hall door Mozart en door klarinettist Joseph Bähr. Alhoewel, er is absoluut geen bewijs dat Mozart dit concerto werkelijk uitvoerde op deze dag. Het werk zou weleens voor het eerst uitgevoerd kunnen zijn door Mozarts leerlinge Barbara Ployer ter gelegenheid van een openbaar concert op het paleis Auersperg in januari 1791.
Dit was Mozarts laatste verschijning op een publiek concert. Hij werd ziek in september 1791 en stierf op 5 december 1791.

## Orkestratie
Het pianoconcert is geschreven voor:
- Fluit
- Twee hobo's
- Twee fagotten
- Twee hoorns
- Pianoforte
- Strijkers

## Onderdelen
Het pianoconcert bestaat uit drie delen:
1. Allegro
2. Larghetto
3. Allegro